# Bezimeni Vrh
Bezimeni Vrh, cyr. Безимени Врх – szczyt w paśmie Durmitor, w Górach Dynarskich, położony w Czarnogórze. Jest to drugi co do wysokości szczyt Durmitoru. Razem z dwoma innymi szczytami Bobotov Kuk i Đevojka tworzy najwyższą ścianę Durmitoru zwaną „Soa Nebeska”.